# FA Cup 2013/14
De FA Cup 2013/14 was de 133ste editie van de oudste voetbalbekercompetitie van de wereld, de Engelse FA Cup. Titelhouder was Wigan Athletic, dat in het seizoen 2012-13 de finale met 1-0 won van Manchester City.
De competitie begon op 16 augustus 2013 met de extra voorronde en eindigde op 17 mei 2014 met de finale in het Wembley-stadion. Arsenal was hierin met 3-2 te sterk voor Hull City.
Daarmee won de club uit Londen na bijna tien jaar weer een prijs. Arsenal had in 2005 de Engelse bekerfinale ten koste van Manchester United gewonnen, maar daarna werd het geduld van de supporters op de proef gesteld. Zo verloor de ploeg van trainer Arsène Wenger sindsdien de finale van de UEFA Champions League en twee keer de eindstrijd om de Football League Cup.
Hull stond voor het eerst in de clubhistorie in de finale van de FA Cup, en opende al na vier minuten de score door toedoen van James Chester die een inzet van Tom Huddlestone van richting veranderde. Aanvoerder Curtis Davies maakte er in de achtste minuut 2-0 van nadat Alex Bruce de paal had geraakt. Daarna nam Arsenal de regie over en was de ploeg van Wenger heer en meester.
In de voorrondes wordt bepaald welke non-League clubs (ploegen van buiten de hoogste vier afdelingen) in de eerste ronde mogen deelnemen. Deze eerste ronde zal plaatsvinden op 9 november 2013.

## Speeldata
| Ronde                | Weekend van               |
| -------------------- | ------------------------- |
| Extra voorronde      | 16 augustus               |
| Voorronde            | 31 augustus               |
| 1e kwalificatieronde | 14 september              |
| 2e kwalificatieronde | 28 september              |
| 3e kwalificatieronde | 12 oktober                |
| 4e kwalificatieronde | 26 oktober                |
| 1e ronde             | 9 november                |
| 2e ronde             | 7 december                |
| 3e ronde             | 4 januari 2014            |
| 4e ronde             | 25 januari 2014           |
| 5e ronde             | 15 februari 2014          |
| 6e ronde             | 8 maart 2014              |
| Halve finale         | 12 april en 13 april 2014 |
| Finale               | 17 mei 2014               |

## Vierde ronde
De loting voor de vierde ronde vond plaats op 5 januari 2014 op Wembley
| #      | Thuis             | Uitslag | Bezoekers              | Toeschouwers |
| ------ | ----------------- | ------- | ---------------------- | ------------ |
| 1      | Sunderland        | 1-0     | Kidderminster Harriers | 25.081       |
| 2      | Bolton Wanderers  | 0-1     | Cardiff City           | 12.750       |
| 3      | Southampton       | 2-0     | Yeovil Town            | 24.070       |
| 4      | Huddersfield Town | 0-1     | Charlton Athletic      | 10.120       |
| 5      | Port Vale         | 1-3     | Brighton & Hove Albion | 7.293        |
| 6      | Nottingham Forest | 0-0     | Preston North End      | 26.465       |
| Replay | Preston North End |         | Nottingham Forest      |              |
| 7      | Southend United   | 0-2     | Hull City              | 10.250       |
| 8      | Rochdale          | 1-2     | Sheffield Wednesday    | 8.240        |
| 9      | Arsenal           | 4-0     | Coventry City          | 59.451       |
| 10     | Stevenage         | 0-4     | Everton                | 6.913        |
| 11     | Wigan Athletic    | 2-1     | Crystal Palace         | 9.542        |
| 12     | Chelsea           | 1-0     | Stoke City             |              |
| 13     | Manchester City   | 4-2     | Watford                | 46.514       |
| 14     | Bournemouth       | 0-2     | Liverpool              | 11.475       |
| 15     | Birmingham City   | 1-2     | Swansea City           | 11.490       |
| 16     | Sheffield United  | 1-1     | Fulham                 | 16.324       |
| Replay | Fulham            |         | Sheffield United       |              |

## Vijfde ronde
De loting voor de vijfde ronde vond plaats op 26 januari 2014 om 18:35 uur in het Wembley Stadium na afloop van de wedstrijd tussen Chelsea en Stoke City.
| # | Thuis               | Uitslag | Bezoekers              |
| - | ------------------- | ------- | ---------------------- |
| 1 | Sunderland          | 1-0     | Southampton            |
| 2 | Cardiff City        | 1-2     | Wigan Athletic         |
| 3 | Manchester City     | 2-0     | Chelsea                |
| 4 | Everton             | 3-1     | Swansea City           |
| 5 | Sheffield United    | 3-1     | Nottingham Forest      |
| 6 | Arsenal             | 2-1     | Liverpool              |
| 7 | Hull City           | 3-2     | Brighton & Hove Albion |
| 8 | Sheffield Wednesday | 1-2     | Charlton Athletic      |

## Kwartfinale
| # | Thuis            | Uitslag | Bezoekers         |
| - | ---------------- | ------- | ----------------- |
| 1 | Arsenal          | 4-1     | Everton           |
| 2 | Sheffield United | 2-0     | Charlton Athletic |
| 3 | Hull City        | 3-0     | Sunderland        |
| 4 | Manchester City  | 1-2     | Wigan Athletic    |

## Halve finale
|                                 |                                                            |       |                                                         |                                                                             |
| 12 april 2014 18:07 uur (UTC+0) | Wigan Athletic                                             | 1 – 1 | Arsenal                                                 | Wembley Stadium, Londen Toeschouwers: 82.185 Scheidsrechter: Michael Oliver |
| 12 april 2014 18:07 uur (UTC+0) | Jordi Gómez 63' (pen.)                                     |       | 82' Per Mertesacker                                     | Wembley Stadium, Londen Toeschouwers: 82.185 Scheidsrechter: Michael Oliver |
| 12 april 2014 18:07 uur (UTC+0) | Strafschoppen                                              |       |                                                         | Wembley Stadium, Londen Toeschouwers: 82.185 Scheidsrechter: Michael Oliver |
| 12 april 2014 18:07 uur (UTC+0) | Gary Caldwell Jack Collison Jean Beausejour James McArthur | 2 – 4 | Mikel Arteta Kim Källström Olivier Giroud Santi Cazorla | Wembley Stadium, Londen Toeschouwers: 82.185 Scheidsrechter: Michael Oliver |

|                                 |                                                                                           |       |                                                      |                                                                             |
| 13 april 2014 17:07 uur (UTC+0) | Hull City                                                                                 | 5 – 3 | Sheffield United                                     | Wembley Stadium, Londen Toeschouwers: 71.820 Scheidsrechter: Andre Marriner |
| 13 april 2014 17:07 uur (UTC+0) | Yannick Sagbo 42' Matty Fryatt 49' Tom Huddlestone 54' Stephen Quinn 67' David Meyler 90' |       | 19' Jose Baxter 44' Stefan Scougall 90' Jamie Murphy | Wembley Stadium, Londen Toeschouwers: 71.820 Scheidsrechter: Andre Marriner |

## Finale
|                               |                                                           |       |                                   |                                                                          |
| 17 mei 2014 17:00 uur (UTC+0) | Arsenal                                                   | 3 – 2 | Hull City                         | Wembley Stadium, Londen Toeschouwers: 89.345 Scheidsrechter: Lee Probert |
| 17 mei 2014 17:00 uur (UTC+0) | Santi Cazorla 17' Laurent Koscielny 71' Aaron Ramsey 108' |       | 4' James Chester 8' Curtis Davies | Wembley Stadium, Londen Toeschouwers: 89.345 Scheidsrechter: Lee Probert |